# LLT-polynom
LLT-polynom är inom matematiken en familj av symmetriska funktioner, introducerade av Alain Lascoux, Bernard Leclerc och Jean-Yves Thibon (1997) som q-analoger för produkter av Schurfunktioner.
J. Haglund, M. Haiman, N. Loehr (2005) visade hur man kan utvidga Macdonaldpolynom i termer av LLT-polynom.